# Guido Cantelli
Guido Cantelli (* 27. April 1920 in Novara; † 24. November 1956 in Paris) war ein italienischer Dirigent.

## Leben
Mit 14 Jahren gab Cantelli sein erstes Konzert als Klaviersolist. Er studierte am Conservatorio Giuseppe Verdi in Mailand Klavier und Dirigieren, seine Lehrer waren Arrigo Pedrollo, Giorgio Federico Ghedini und Antonino Votto. 1943 wurde er als Dirigent und künstlerischer Leiter am Teatro Coccia in Novara engagiert. In der Spätphase des Zweiten Weltkriegs weigerte Cantelli sich, auf der Seite Nazideutschlands zu kämpfen, weshalb er in einem Arbeitslager inhaftiert wurde. Ein Priester verhalf ihm zur Flucht und er lebte bis zur Befreiung von Mailand unter einem falschen Namen. Im April 1945 heiratete er seine Jugendfreundin Iris Bilucaglia, die (als Amateurin) ebenfalls Klavier spielte.
Nach Ende des Zweiten Weltkriegs machte Cantelli eine blitzartige Karriere. Im Juli 1945 debütierte er als Dirigent des Orchesters der Mailänder Scala; bald darauf dirigierte er das Sinfonieorchester der RAI in Turin. 1946 leitete er das Festspielorchester bei der Biennale di Venezia. Nachdem Arturo Toscanini ihn 1948 beim Dirigieren in der Scala erlebt hatte, lud er ihn ein, im folgenden Jahr mehrere Konzerte mit seinem NBC Symphony Orchestra in New York zu dirigieren. Anschließend schrieb er begeistert an Cantellis Frau Iris:

“(…) this is the first time in my long career as an artist that I’ve found a young man truly gifted with those qualities that can’t be described but that are the real ones, those that raise an artist high, very high.”

Nach diesem internationalen Durchbruch dirigierte Cantelli nicht nur viele der großen Orchester in Europa, sondern auch in Südafrika und Amerika, unter anderem das London Philharmonic Orchestra (ab 1951), das New York Symphony Orchestra und das Boston Symphony Orchestra. Mit seinen klaren, lebendigen, minutiösen und wirkungsvollen Interpretationen gilt er als stilistischer Erbe Toscaninis.
Wenige Tage vor seinem Tod wurde Cantelli zum Chefdirigenten der Mailänder Scala ernannt. Im Alter von 36 Jahren kam er in der Nacht zum 24. November 1956 bei dem missglückten Start einer Douglas DC-6B der Linee Aeree Italiane am Pariser Flughafen Orly ums Leben. Er hinterließ seine Frau Iris und seinen Sohn Leonardo, der damals vier Monate alt war. Der Intendant der Scala, Antonio Ghiringhelli, bezeichnete Cantellis Unfalltod als das schrecklichste Ereignis seit der Bombardierung des Theaters im Zweiten Weltkrieg. Toscanini, der am 16. Januar 1957 in New York starb, erfuhr nie vom Tode Cantellis.